# Návuk vogrszkoga jezika
Návuk vogrszkoga jezika (Nauk madžarskega jezika) je prekmursko-madžarska slovnica Imreta Augustiča iz leta 1876 in je obenem prekmursko-madžarski ter slovensko-madžarski slovar. Slovnica je pomagala pri učenju madžarščine med ogrskoslovenskimi otroki. Delo je pravzaprav predelava Košičeve slovnice Krátki návuk vogrszkoga jezika.
Ob izdaji dela je prejel številne kritike o madžarizaciji Slovencev, predvsem s strani ilirskega gibanja in Stanka Vraza, ki je povrh napisal tudi zbadljivko o Košiču. Augustič je najprej podpiral madžarizacijo ogrskih Slovencev in zato izdal prvi prekmurski časopis Prijátel, kjer  je prevedel mnoge pesmi Petőfije, Aranye in Tompe. Med prevedenimi je veliko patriotskih pesmi, ki bi vcepljale madžarski duh v Slovence.
Madžarski pisatelj József Szinnyei je v svoji zbirki o madžarskih avtorjih zapisal, da je Augustič veliko naredil za pomadžarjevanje ogrskih Slovencev. Imre Szabó, sombotelski škof je skušal pospešiti asimiliranje v Slovenski krajini in tako naprosil Augustiča, naj napiše novo slovnico.
| Madžarski predgovor | Slovenski prevod |
| --- | --- |
| E vend-magyar nyelvtant Szabó Imre szombathelyi megyés püspök ur ő méltósága a hatósága alatt álló vendajku-iskolákban használandó tankönyvül el fogadta. A könyv kiadását a püspök ur ő méltósága saját költségén eszközölteté. | To prekmursko (vendsko)-madžarsko slovnico je Imre Szabó, častni sombotelski župnijski škof, sprejel kot uporabljeno knjigo v prekmurskih šolah pod njegovo oblastjo. Izdajanje knjige je častni škof opravil po svojem strošku. |

Augustič je kasneje zavrnil madžarizacijo, ker ga je v to prepričal Jožef Borovnjak in kasneje vztrajal pri slovenskem narodu. Izdelal je novo knjigo, ki elemente povzema iz osrednjeslovenščine. Tako je leta 1878 v gajici napisal knjigo o prekmurskem prirodoslovju, Prirodopis.
Augustičevo knjigo je Juraj Fridecki prevedel v gradiščanščino pod naslovom Nauk ugarskoga jezika za početnike (1876).